# Erythrocephalum foliosum
Erythrocephalum foliosum là một loài thực vật có hoa trong họ Cúc. Loài này được (Klatt) O.Hoffm. mô tả khoa học đầu tiên.